# Jürgen Scheele
Jürgen Scheele (* 1946) ist ein deutscher Jazzmusiker (Trompete, Flügelhorn, Komposition), der auch als Bigband-Leader hervorgetreten ist.

## Leben und Wirken
Scheele wurde 1964 durch ein Konzert von Charles Mingus tief beeinflusst. Er studierte Musik in Wuppertal, Graz und Boston und arbeitete seit den frühen 1970er Jahren in der Berliner Studioszene und in diversen Berliner Bands. In den 1980er Jahren zog er nach Barcelona, wo er mit Lew Tabackin, Robin Eubanks, Harold Land, Tete Montoliu und The Manhattan Transfer spielte. In den frühen 1990er Jahren entstanden mehrere Alben mit dem Big Ensemble Taller de Músics und Solisten wie Agustí Fernández oder Pau Riba. Nach seiner Rückkehr aus Katalonien führte Scheele mit der RIAS Big Band ein Mingus-Programm mit eigenen Arrangements auf. Dann gründete er das Independent Jazz Orchestra und mit Rolf Römer und Ernst Bier das Independent Jazz Quartett, das seine Kompositionen interpretierte und sehr gute Kritiken erhielt.

## Diskographische Hinweise
- Independent Jazz Quartet Aigües Blances (uniSono Records 2012)[4]
- Independent Jazzwerkstatt Orchestra Plays Mingus (jazzwerkstatt 2014, rec. 2009)[5]